# Joseph Emile Mouawad
Joseph Emile Mouawad (ur. 26 marca 1970 w Majfuk) – libański duchowny maronicki, od 2015 biskup Zahli.

## Życiorys
Święcenia kapłańskie otrzymał 13 sierpnia 1995 i został inkardynowany do eparchii Byblos. Pracował głównie jako proboszcz, jednocześnie pełniąc funkcje m.in. kanclerza kurii, protosyncela i administratora eparchii.
16 czerwca 2012 papież Benedykt XVI zatwierdził jego wybór na biskupa kurialnego Antiochii oraz przydzielił mu stolicę tytularną Ptolemais in Phoenicia dei Maroniti. Sakry udzielił mu Béchara Boutros Raï.
14 marca 2015 Synod Kościoła maronickiego wybrał go eparchą Zahli.